# Acerofobia
L'acerofobia (acer, in latino "aspro" e fòbos, in greco "fobia") è una paura incontrollata verso gli acidi.
Chi ne soffre si rifiuta di mangiare cibi acidi tra i quali burro, crema, formaggi, uova, semi, noci, frutti di mare, bevande alcoliche, varie bibite analcoliche, fagioli, olio, lenticchie, caffè, cacao, prodotti farinacei, pasta, grani, grassi animali, zucchero, latte, carni, tè, latticini e vino.